# Élections législatives samoanes de 1996
Des élections législatives ont lieu aux Samoa occidentales le 26 avril 1996. Il s'agit de renouveler tous les membres de l'Assemblée législative (monocamérale), leurs mandats (désormais de cinq ans) étant arrivés à échéance. Pour cette élection, le nombre de sièges est porté à quarante-neuf, contre quarante-sept auparavant.
Il s'agit de la seconde élection au suffrage universel, après celle de 1991. Les citoyens autochtones élisent quarante-sept députés, qui doivent être des matai (chefs de famille autochtones, hommes ou femmes), tandis que les électeurs inscrits sur les listes réservées aux citoyens métis ou non-autochtones (dits « électeurs individuels ») choisissent deux députés, qui n'ont pas l'obligation d'être matai.
Le gouvernement sortant est celui du premier ministre Tofilau Eti Alesana, du Parti pour la protection des droits de l'homme (PPDH). La principale force d'opposition est le Parti samoan pour le développement national (PSDN), toujours emmené par Tufuga Efi. Ce sont les deux seules formations politiques importantes, mais trois petits partis présentent au total neuf candidats, dans diverses circonscriptions. Le Parti libéral samoan a ainsi été formé en juin 2013 par trois députés exclus du PPDH, pour avoir voté (contre les ordres du parti) une réduction du budget du ministère des Affaires étrangères. Nonumalo Leulumoega Sofara est le président fondateur du Parti libéral. En juin 1995, le député Leota Itu'au Ale a quitté le PSDN pour fonder le Parti conservateur progressiste samoan, qui s'est rapproché du PPDH tout en affirmant son autonomie. Enfin, le 24 mars 1996, peu avant l'élection, Matatumua Maimoaga quitte le PPDH et fonde le Parti de tout le peuple samoan (Samoa All People Party), devenant la première femme à la tête d'un parti politique. 
L'un des principaux enjeux qui fragilise le gouvernement sortant est sa tentative, en 1994, d'introduire une taxe sur la valeur ajoutée, retirée pour la majeure partie peu après, en raison de protestations importantes.
Il y a 78 137 électeurs inscrits, et 67 491 votants, soit un taux de participation de 86,37%. Quatre femmes sont élues députées, soit deux de plus que dans le Parlement sortant. Le gouvernement enregistre un recul de deux sièges, mais qui profite à des candidats sans étiquette plutôt qu'à l'opposition officielle. Ce recul, combiné à l'accroissement total du nombre de sièges, signifie que le PPDH perd à un siège près sa majorité absolue. Il parvient néanmoins à conserver le pouvoir avec l'appui de députés sans étiquette, et Alesana demeure premier ministre. Le Parti libéral est la seule 'troisième force' à faire son entrée au Parlement, obtenant un siège.
| Parti | Parti                    | Dirigeant          | Voix   | Voix (%) | Sièges | Changement par rapport à 1991 |
| ----- | ------------------------ | ------------------ | ------ | -------- | ------ | ----------------------------- |
|       | PPDH                     | Eti Alesana        | 29 408 | 43,5 %   | 24     | -2                            |
|       | PSDN                     | Tufuga Efi         | 17 586 | 26,1 %   | 11     | -4                            |
|       | Parti libéral            | Leulumoega Sofara  | 773    | 1,1 %    | 1      | +1                            |
|       | PTPS                     | Matatumua Maimoaga | 889    | 1,3 %    | 0      | +0                            |
|       | PCPS                     | Itu'au Ale         | 359    | 0,5 %    | 0      | +0                            |
|       | Candidats sans étiquette | n/a                | 18 454 | 27,3 %   | 13     | +8                            |